# Ritzleben
Ritzleben ist ein Ortsteil der Ortschaft Binde und der Stadt Arendsee (Altmark) im Altmarkkreis Salzwedel in Sachsen-Anhalt.

## Geographie
Ritzleben, ein Straßendorf mit Kirche, liegt rund zehn Kilometer südwestlich des Arendsees und 13 Kilometer östlich der Kreisstadt Salzwedel. Östlich des Dorfes fließt der Klinkergraben, der in den Flötgraben mündet. Im Westen des Dorfes liegt ein großes Waldgebiet.

## Geschichte

### Mittelalter bis 19. Jahrhundert
Im Jahr 1313 wird ein Arnoldo de Richleve als Zeuge in Salzwedel genannt.
Im Landbuch der Mark Brandenburg von 1375 wird das Dorf als Imychleve aufgeführt. Ernst Fidicin liest den Eintrag als Richleve. Die von Knesebeck hatten hier Einkünfte. Die Mühle war schon 30 Jahre wüst.
Im Jahre 1481 wird der Ort als Ritzleue in einer Urkunde genannt. Weitere Nennungen sind 1608 Rißleben, 1687 Ritzleben, genauso sowie 1804 Ritzleben, Dorf mit zwei Freihöfen, einem Rademacher und einem Krug.

### Eingemeindungen
Ritzleben gehörte bis 1807 zum Arendseeischen Kreis, danach bis 1813 zum Landkanton Salzwedel im Königreich Westphalen, ab 1816 kam es in den Kreis Salzwedel, den späteren Landkreis Salzwedel in der preußischen Provinz Sachsen.
Am 25. Juli 1952 kam die Gemeinde Ritzleben zum Kreis Salzwedel. Am 1. Januar 1974 wurde die Gemeinde Ritzleben in die Gemeinde Binde eingemeindet.
Am 1. Januar 2010 wurde Binde in die Stadt Arendsee (Altmark) eingemeindet. So kam der Ortsteil Ritzleben am gleichen Tag zur neuen Ortschaft Binde und zur Stadt Arendsee.

### Einwohnerentwicklung
| Jahr | Einwohner |
| ---- | --------- |
| 1734 | 078       |
| 1774 | 081       |
| 1789 | 082       |
| 1798 | 084       |
| 1801 | 092       |
| 1818 | 090       |
| 1840 | 114       |
| 1864 | 124       |

| Jahr | Einwohner |
| ---- | --------- |
| 1871 | 122       |
| 1885 | 143       |
| 1892 | [00]143   |
| 1895 | 142       |
| 1900 | [00]149   |
| 1905 | 145       |
| 1910 | [00]121   |
| 1925 | 132       |

| Jahr | Einwohner |
| ---- | --------- |
| 1939 | 123       |
| 1946 | 212       |
| 1964 | 130       |
| 1971 | 124       |
| 2011 | 072       |
| 2012 | 066       |
| 2013 | 066       |
| 2014 | 069       |

| Jahr | Einwohner |
| ---- | --------- |
| 2015 | 71        |
| 2016 | 65        |
| 2017 | 60        |
| 2020 | [00]63    |
| 2021 | [00]64    |
| 2022 | [0]63     |
| 2023 | [0]70     |

Quelle, wenn nicht angegeben, bis 2006 ab 2011 bis 2017

## Religion
Die evangelische Kirchengemeinde Ritzleben, die früher zur Pfarrei Mechau gehörte, wird heute betreut vom Pfarrbereich Fleetmark-Jeetze im Kirchenkreis Salzwedel im Bischofssprengel Magdeburg der Evangelischen Kirche in Mitteldeutschland.

## Kultur und Sehenswürdigkeiten
Die evangelische Dorfkirche Ritzleben ist ein spätgotischer Feldsteinbau mit einem querrechteckigen Westturm. Sie war eine Filialkirche der Kirche von Mechau. Bei Renovierungsarbeiten im Jahre 1961 wurden spätgotische Wandmalereien in der Kirche entdeckt.

## Wirtschaft und Infrastruktur
Ritzleben liegt an der B 190. Der Bahnhof Mechau lag an der Bahnstrecke Salzwedel–Geestgottberg, auf der seit 2004 kein regelmäßiger Verkehr mehr stattfindet.